# Józef Kremer
Pour les articles homonymes, voir Kremer.
Józef Kremer (22 février 1806 à Cracovie - 2 juin 1875 à Cracovie) est un philosophe et psychologue polonais.

## Biographie
Il étudie philosophie à Cracovie, à Berlin, où il suit les cours de Hegel, à Heidelberg, et à Paris, puis devient professeur à l’université de Cracovie. Il développe la doctrine hégélianiste dans son Wykład systematyczny filozofii (Exposé systématique de philosophie), 2 vol., 1849 et 1852. Il rompt avec l’hégélianisme, en 1867 avec Najcelniejsze filozoficzne nauki o duszy... (Grands Enseignements philosophiques sur l’âme...), 1867.
On lui doit plusieurs ouvrages sur l’esthétique:
- Listy z Krakowa (Lettres de Cracovie), 1843 et 1853-1854
- Podróż do Włoch (Voyage en Italie) 1859-1863
- Grecja starożytna i jej sztuka (La Grèce antique et son art), 1866